# Equilibrio di Boudouard
L'equilibrio di Boudouard o reazione di Boudouard è una reazione di disproporzione tra anidride carbonica e monossido di carbonio e carbonio (grafite):
2CO {\displaystyle \rightleftharpoons } CO2 + C
Questo equilibrio avviene negli altiforni dove il monossido di carbonio è usato come riducente.
La reazione è chiamata così in onore di Octave Leopold Boudouard che studiò questo equilibrio nel 1905.
La reazione è stata usata per produrre fiocchi, filamenti e cristalliti lamellari di grafite e nanotubi.
Nella produzione di grafite, i catalizzatori usati sono molibdeno, magnesio, nichel, ferro e cobalto, mentre nella produzione di nanotubi sono molibdeno, nichel, cobalto, ferro e Ni-MgO.
È un equilibrio eterogeneo perché sono presenti due fasi: la fase solida (il carbonio) e la fase gassosa (la miscela di ossido di carbonio e anidrire carbonica). I componenti chimici indipendenti sono due: carbonio e ossigeno; i fattori fisici che influenzano l'equilibrio sono due: pressione e temperatura (la pressione che interessa dal punto di vista dell'equilibrio è la somma delle pressioni parziali di CO e CO2); le fasi contemporaneamente presenti sono due come abbiamo già detto prima. Utilizzando la regola delle fasi (V= n + f - φ = 2 + 2 - 2 = 2) otteniamo che il grado di varianza della reazione è due. Ciò significa che ad una certa temperatura e pressione corrisponde un valore ben definito della composizione della fase gassosa di equilibrio.